# Nymphaea minuta
Nymphaea minuta ist eine fossile Art aus der Familie der Seerosengewächse aus dem Aquitanium von Manosque, Alpes-de-Haute-Provence, Frankreich. Die Art ist als fossiles Blatt erhalten.

## Beschreibung
Das kleine, gestielte, ganzrandige, eiförmige bis herzförmige Blatt hat eine abgerundete Blattspitze. Der Blattgrund ist herzförmig und die Basallappen sind leicht auseinandergehend. Der Blattstiel ist dünn.

## Taxonomie
Die Art wurde 1891 von Gaston de Saporta beschrieben, nachdem sie ein Jahr zuvor von Saporta ungültig beschrieben worden war. Sie wurde als sehr ähnlich zu Nymphaea pygmaea und Nymphaea tetragona beschrieben. Saporta spekulierte, dass Nymphaea minuta möglicherweise eine Vorläuferart von Nymphaea pygmaea sein könnte.

### Etymologie
Das Artepitheton minuta, vom lateinischen minutus, bedeutet sehr klein.

### Homonyme
Die Art hat mehrere Homonyme: Nymphaea minuta V.P. Nikitin wurde von Vadim Petrovich Nikitin 1964 und nochmals 2007 beschrieben. Der korrekte Name ist Nymphaea nikitinii Doweld, publiziert durch Alexander Borisovitch Doweld im Jahr 2022. Nymphaea minuta K. C.Landon, R.A.Edwards & Nozaic wurde 2006 von Kenneth C. Landon, Richard A. Edwards und P. Ivan Nozaic beschrieben. Der korrekte Name ist Nymphaea dimorpha I.M.Turner, publiziert von Ian Mark Turner im Jahr 2014.